# Saint-André-Farivillers
Pour les articles homonymes, voir Saint-André.
Saint-André-Farivillers est une commune française située dans le département de l'Oise en région Hauts-de-France.

## Géographie
La commune est traversée par le méridien de Paris, matérialisé par la méridienne verte.
| Vendeuil-Caply      |                         | Beauvoir   |
| Sainte-Eusoye       | Saint-André-Farivillers | Bonvillers |
| Noyers-Saint-Martin |                         | Campremy   |

### Hydrographie
La commune est traversée par la ligne de partage des eaux entre les bassins hydrographiques Artois-Picardie et Seine-Normandie. Elle n'est drainée par aucun cours d'eau.

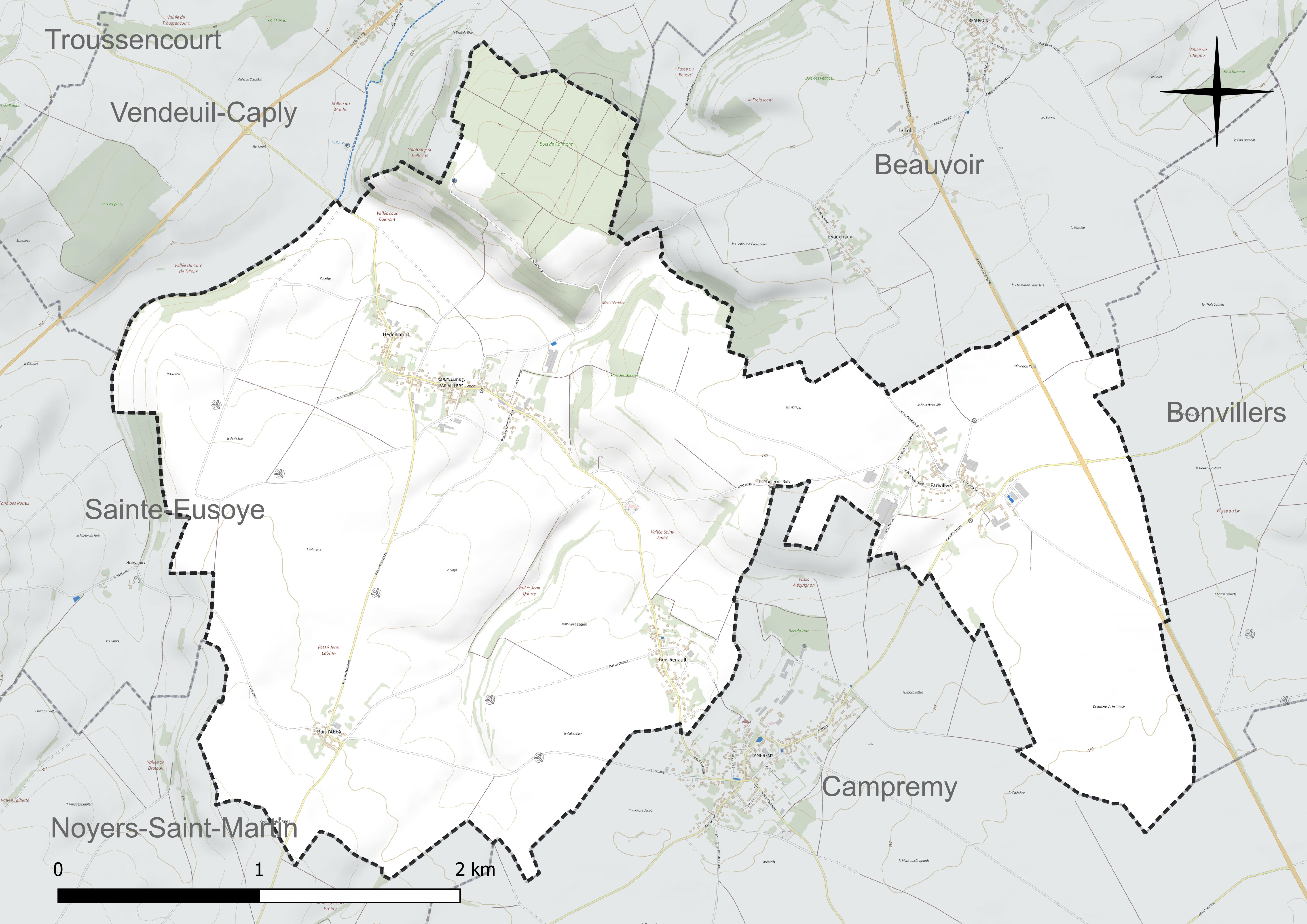
Réseau hydrographique de Saint-André-Farivillers.

### Climat
Pour des articles plus généraux, voir Climat des Hauts-de-France et Climat de l'Oise.
En 2010, le climat de la commune est de type climat océanique dégradé des plaines du Centre et du Nord, selon une étude du CNRS s'appuyant sur une série de données couvrant la période 1971-2000. En 2020, Météo-France publie une typologie des climats de la France métropolitaine dans laquelle la commune est exposée à un climat océanique et est dans la région climatique  Nord-est du bassin Parisien, caractérisée par un ensoleillement médiocre, une pluviométrie moyenne régulièrement répartie au cours de l'année et un hiver froid (3 °C). 
Pour la période 1971-2000, la température annuelle moyenne est de 10,3 °C, avec une amplitude thermique annuelle de 14,4 °C. Le cumul annuel moyen de précipitations est de 711 mm, avec 11,9 jours de précipitations en janvier et 8,3 jours en juillet. Pour la période 1991-2020, la température moyenne annuelle observée sur la station météorologique la plus proche, située sur la commune de Rouvroy-les-Merles à 8 km à vol d'oiseau, est de 10,7 °C et le cumul annuel moyen de précipitations est de 647,9 mm,. Pour l'avenir, les paramètres climatiques de la commune estimés pour 2050 selon différents scénarios d'émission de gaz à effet de serre sont consultables sur un site dédié publié par Météo-France en novembre 2022.

## Urbanisme

### Typologie
Au 1er janvier 2024, Saint-André-Farivillers est catégorisée commune rurale à habitat dispersé, selon la nouvelle grille communale de densité à sept niveaux définie par l'Insee en 2022.
Elle est située hors unité urbaine. Par ailleurs la commune fait partie de l'aire d'attraction de Beauvais, dont elle est une commune de la couronne,. Cette aire, qui regroupe 162 communes, est catégorisée dans les aires de 50 000 à moins de 200 000 habitants,.

### Occupation des sols
L'occupation des sols de la commune, telle qu'elle ressort de la base de données européenne d'occupation biophysique des sols Corine Land Cover (CLC), est marquée par l'importance des territoires agricoles (87 % en 2018), une proportion sensiblement équivalente à celle de 1990 (86,5 %). La répartition détaillée en 2018 est la suivante : 
terres arables (80,2 %), zones urbanisées (7,7 %), zones agricoles hétérogènes (6,7 %), forêts (5,3 %). L'évolution de l'occupation des sols de la commune et de ses infrastructures peut être observée sur les différentes représentations cartographiques du territoire : la carte de Cassini (XVIIIe siècle), la carte d'état-major (1820-1866) et les cartes ou photos aériennes de l'IGN pour la période actuelle (1950 à aujourd'hui).

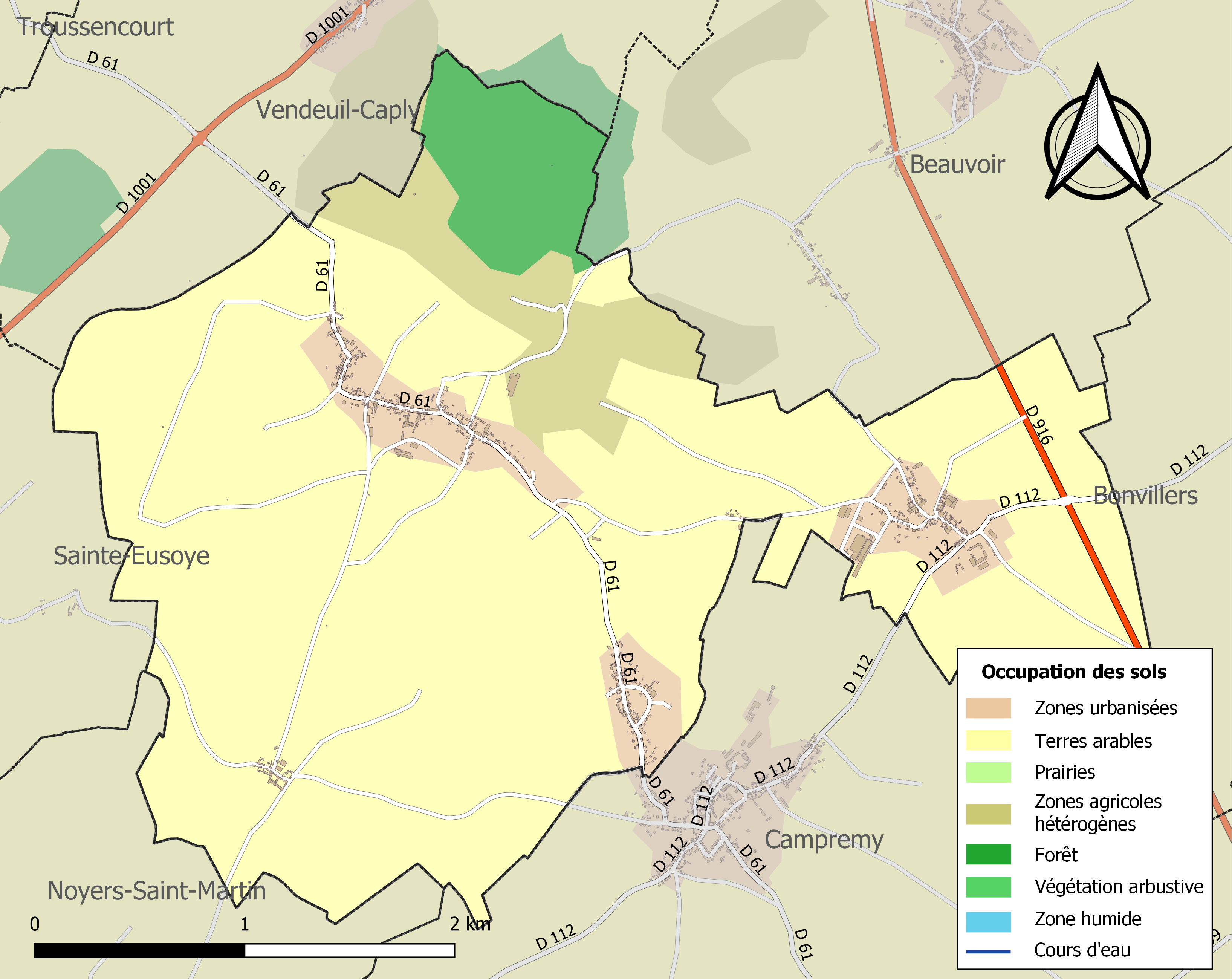
Carte des infrastructures et de l'occupation des sols de la commune en 2018 (CLC).

### Hameaux et écarts
La commune est constituée par cinq hameaux : Hédencourt, Farivillers, Le Moulin, Bois-Renault et Bois-l'Abbé.

### Voies de communication et transports
La commune est desservie, en 2023, par les lignes 6103, 6109, 6114, 6122 et 6140 du réseau interurbain de l'Oise.

## Toponymie
Le nom de la localité est attesté sous les formes Sanctoe Androea de Galencurte (1164) ; de Sancto Andrea juxta Britulium (1238) ; Sancte Androea de Hadencurte (vers 1240) ; Sanctus Andreas (1320) ; Saint André de Bois Renault (1450) ; Saint André près Breteuil (1571) ; Saint André de Fariviller (1667) ; Saint André lès Breteuil (1743) ; Saint-André-Farivillers (1840).

Saint-André est un hagiotoponyme.
Farivillers, ancien hameau de la commune, est attesté sous les formes Faradovilla (1037) ; Fariviler (1226) ; Faliviler (1245) ; Fallivaller (1250) ; Falivilier (1255) ; Faliviller (1265) ; Fallivilier (1284) ; Fariviller (XIIIe) ; Fareviller (1373) ; Farinvillier (XVe) ; Faresviller (1512) ; Farivillé (XVIe) ; Farivillers (1840).

## Politique et administration

### Rattachements administratifs et électoraux
La commune se trouve dans l'arrondissement de Clermont du département de l'Oise. Pour l'élection des députés, elle fait partie de la première circonscription de l'Oise.
Elle faisait partie depuis 1793 du canton de Froissy. Dans le cadre du redécoupage cantonal de 2014 en France, la commune fait désormais partie du canton de Saint-Just-en-Chaussée.

### Intercommunalité
La commune faisait partie de la communauté de communes des Vallées de la Brèche et de la Noye créée fin 1992.
Dans le cadre des dispositions de la loi portant nouvelle organisation territoriale de la République (Loi NOTRe) du 7 août 2015, qui prévoit que les établissements publics de coopération intercommunale (EPCI) à fiscalité propre doivent avoir un minimum de 15 000 habitants, le préfet de l'Oise a publié en octobre 2015 un projet de nouveau schéma départemental de coopération intercommunale, qui prévoit la fusion de plusieurs intercommunalités, et notamment celle de Crèvecœur-le-Grand (CCC) et celle des Vallées de la Brèche et de la Noye (CCVBN), soit une intercommunalité de 61 communes pour une population totale de 27 196 habitants.
Après avis favorable de la majorité des conseils communautaires et municipaux concernés, cette intercommunalité dénommée communauté de communes de l'Oise picarde et dont la commune est désormais membre, est créée au 1er janvier 2017.

### Liste des maires
| Période                                  | Période                    | Identité           | Étiquette | Qualité                                                    |
| ---------------------------------------- | -------------------------- | ------------------ | --------- | ---------------------------------------------------------- |
| Les données manquantes sont à compléter. |                            |                    |           |                                                            |
| 1966                                     | 2008                       | Claude Lecoulteulx |           | Agriculteur                                                |
| mars 2008                                | En cours (au 16 mars 2016) | Hervé Commelin     | DVD       | Cadre d'entreprise publique Réélu pour le mandat 2014-2020 |

## Population et société

### Démographie

#### Évolution démographique
L'évolution du nombre d'habitants est connue à travers les recensements de la population effectués dans la commune depuis 1793. Pour les communes de moins de 10 000 habitants, une enquête de recensement portant sur toute la population est réalisée tous les cinq ans, les populations de référence des années intermédiaires étant quant à elles estimées par interpolation ou extrapolation. Pour la commune, le premier recensement exhaustif entrant dans le cadre du nouveau dispositif a été réalisé en 2004.

En 2022, la commune comptait 512 habitants, en stagnation par rapport à 2016 (Oise : +0,87 %, France hors Mayotte : +2,11 %).
| 1793 | 1800 | 1806 | 1821 | 1831 | 1836 | 1841 | 1846 | 1851 |
| ---- | ---- | ---- | ---- | ---- | ---- | ---- | ---- | ---- |
| 772  | 762  | 813  | 773  | 762  | 737  | 760  | 745  | 714  |

| 1856 | 1861 | 1866 | 1872 | 1876 | 1881 | 1886 | 1891 | 1896 |
| ---- | ---- | ---- | ---- | ---- | ---- | ---- | ---- | ---- |
| 670  | 672  | 604  | 564  | 532  | 519  | 517  | 484  | 473  |

| 1901 | 1906 | 1911 | 1921 | 1926 | 1931 | 1936 | 1946 | 1954 |
| ---- | ---- | ---- | ---- | ---- | ---- | ---- | ---- | ---- |
| 442  | 427  | 422  | 400  | 400  | 390  | 405  | 337  | 363  |

| 1962 | 1968 | 1975 | 1982 | 1990 | 1999 | 2004 | 2006 | 2009 |
| ---- | ---- | ---- | ---- | ---- | ---- | ---- | ---- | ---- |
| 360  | 375  | 355  | 385  | 402  | 449  | 498  | 510  | 511  |

| 2014 | 2019 | 2022 | - | - | - | - | - | - |
| ---- | ---- | ---- | - | - | - | - | - | - |
| 517  | 518  | 512  | - | - | - | - | - | - |

#### Pyramide des âges
La population de la commune est relativement jeune.
En 2018, le taux de personnes d'un âge inférieur à 30 ans s'élève à 33,2 %, soit en dessous de la moyenne départementale (37,3 %). À l'inverse, le taux de personnes d'âge supérieur à 60 ans est de 22,4 % la même année, alors qu'il est de 22,8 % au niveau départemental.
En 2018, la commune comptait 257 hommes pour 259 femmes, soit un taux de 50,19 % de femmes, légèrement inférieur au taux départemental (51,11 %).
Les pyramides des âges de la commune et du département s'établissent comme suit.
| Hommes | Classe d’âge | Femmes |
| ------ | ------------ | ------ |
| 1,2    | 90 ou +      | 0,4    |
| 5,8    | 75-89 ans    | 6,2    |
| 15,9   | 60-74 ans    | 15,4   |
| 24,0   | 45-59 ans    | 20,0   |
| 22,9   | 30-44 ans    | 21,9   |
| 11,2   | 15-29 ans    | 13,1   |
| 19,0   | 0-14 ans     | 23,1   |

| Hommes | Classe d’âge | Femmes |
| ------ | ------------ | ------ |
| 0,5    | 90 ou +      | 1,4    |
| 5,5    | 75-89 ans    | 7,6    |
| 15,6   | 60-74 ans    | 16,3   |
| 20,8   | 45-59 ans    | 20     |
| 19,4   | 30-44 ans    | 19,4   |
| 17,6   | 15-29 ans    | 16,2   |
| 20,6   | 0-14 ans     | 19,1   |

### Enseignement
Saint-André-Farivillers est en regroupement pédagogique avec Vendeuil-Caply. L'école publique accueillait 62 élèves à la rentrée 2007-8, en grande section maternelle et en école primaire et 96 élèves en 1016.
En 2016, le schéma départemental de coopération intercommunale prévoit la fusion de ce syndicat scolaire avec celui de  Thieux /  Campremy, permettant, selon la préfecture, la mise en place de services (cantine, accueil périscolaire). Cette mutualisation pourrait conduire, à terme, à la création d'un regroupement pédagogique concentré.

## Culture locale et patrimoine

### Lieux et monuments
- Église Saint-André (XVIe siècle) : édifice isolé au milieu de la plaine, au carrefour des cinq hameaux qui constituent la commune. Le chœur, de style renaissance, fut édifié en 1555, la nef, de style gothique flamboyant, est plus basse. Le bâtiment fait l'objet d'une inscription au titre des monuments historiques depuis 1992[33]. Trois vitraux, dégradés par un orage de grêle, sont restaurés en 2016[24].
L'église conserve également un mobilier intéressant dont vitrail de 1572, une cloche de 1693, un tableau du retable de la Vierge et un maître-autel du XVIIIe siècle, ainsi qu'un Christ aux liens grandeur nature du XVIe siècle  situé dans une niche à l'extérieur[24],[12].
- Chapelle dans le village.

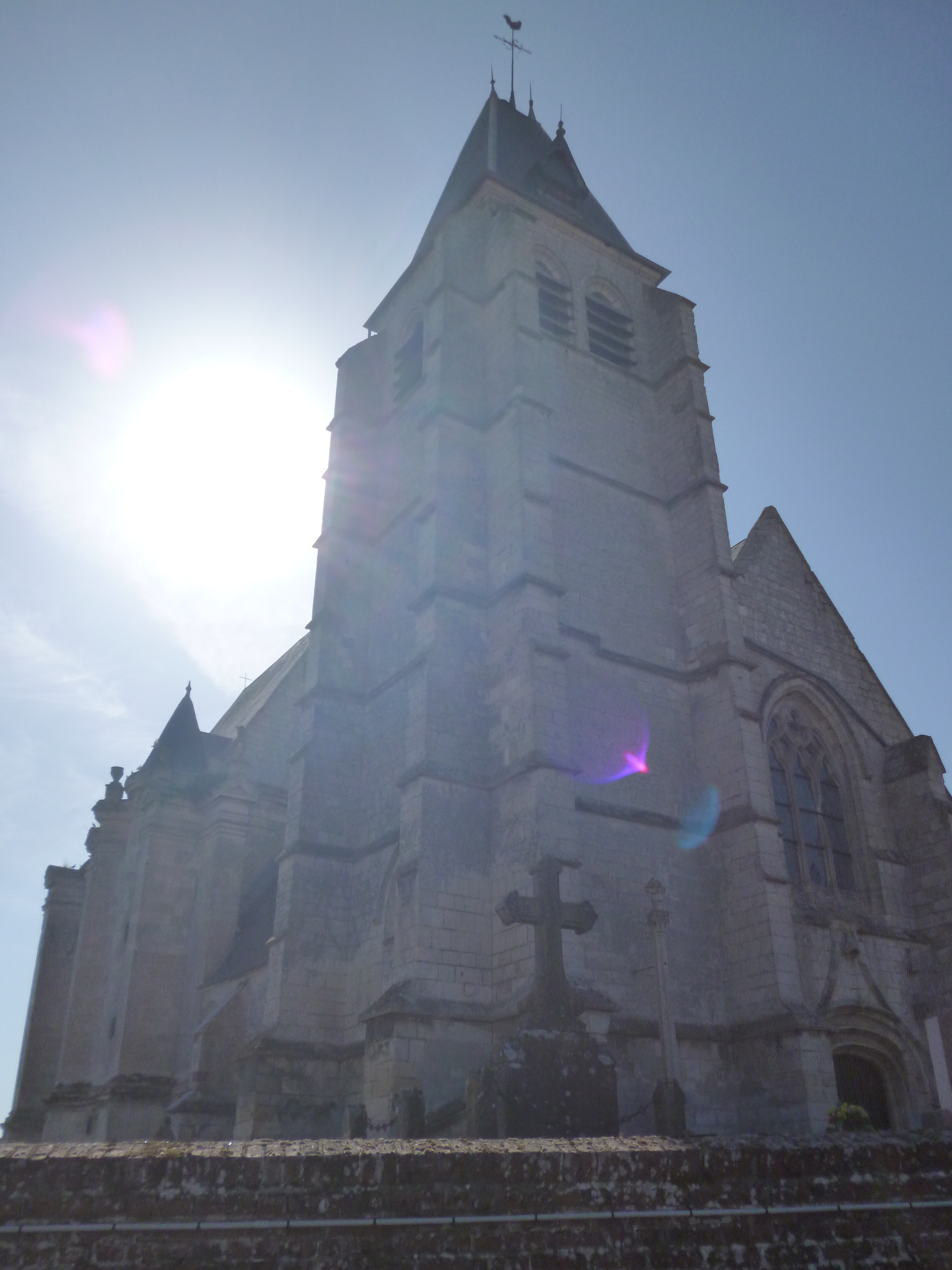
Le clocher.
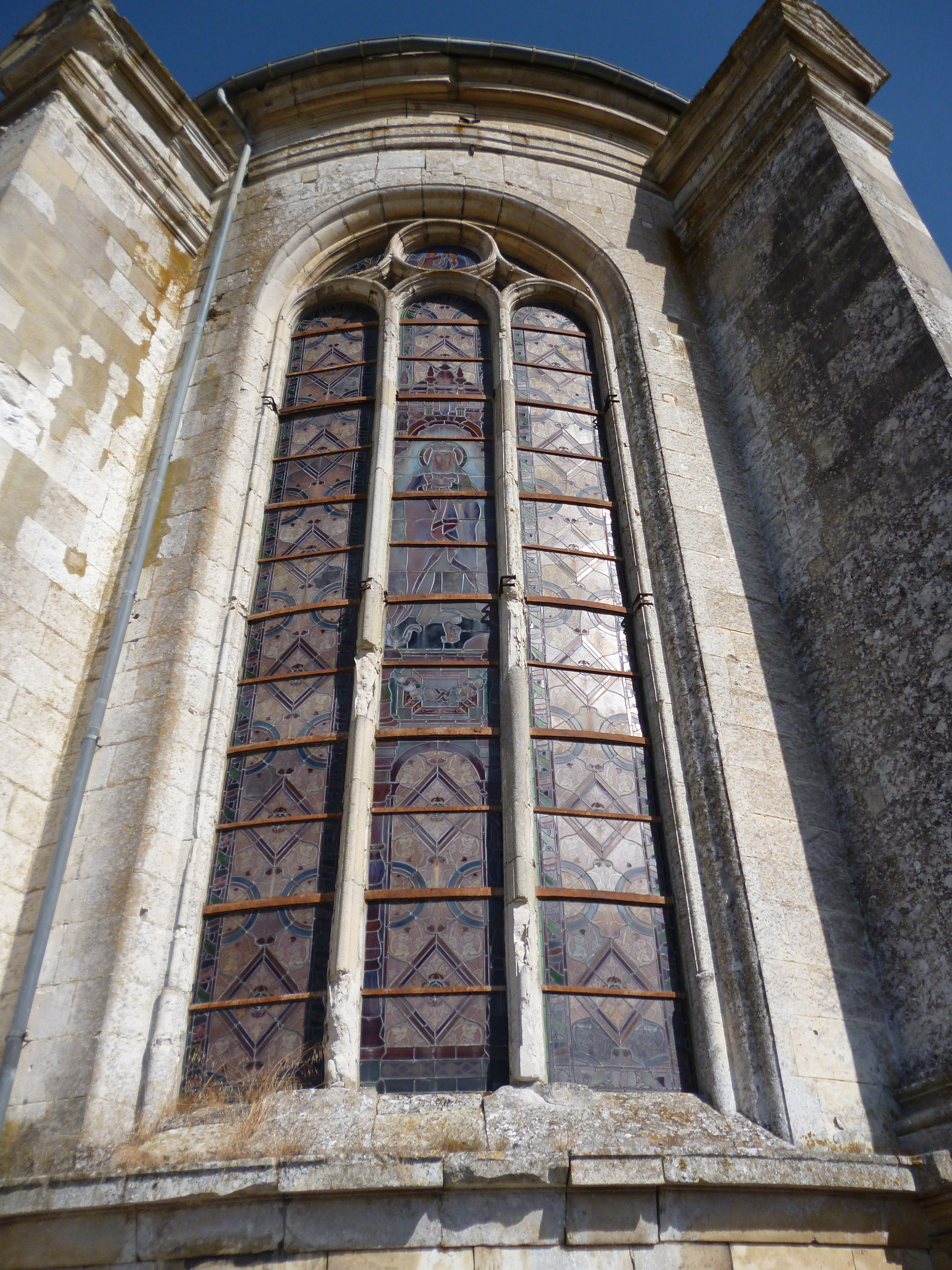
Vitrail.
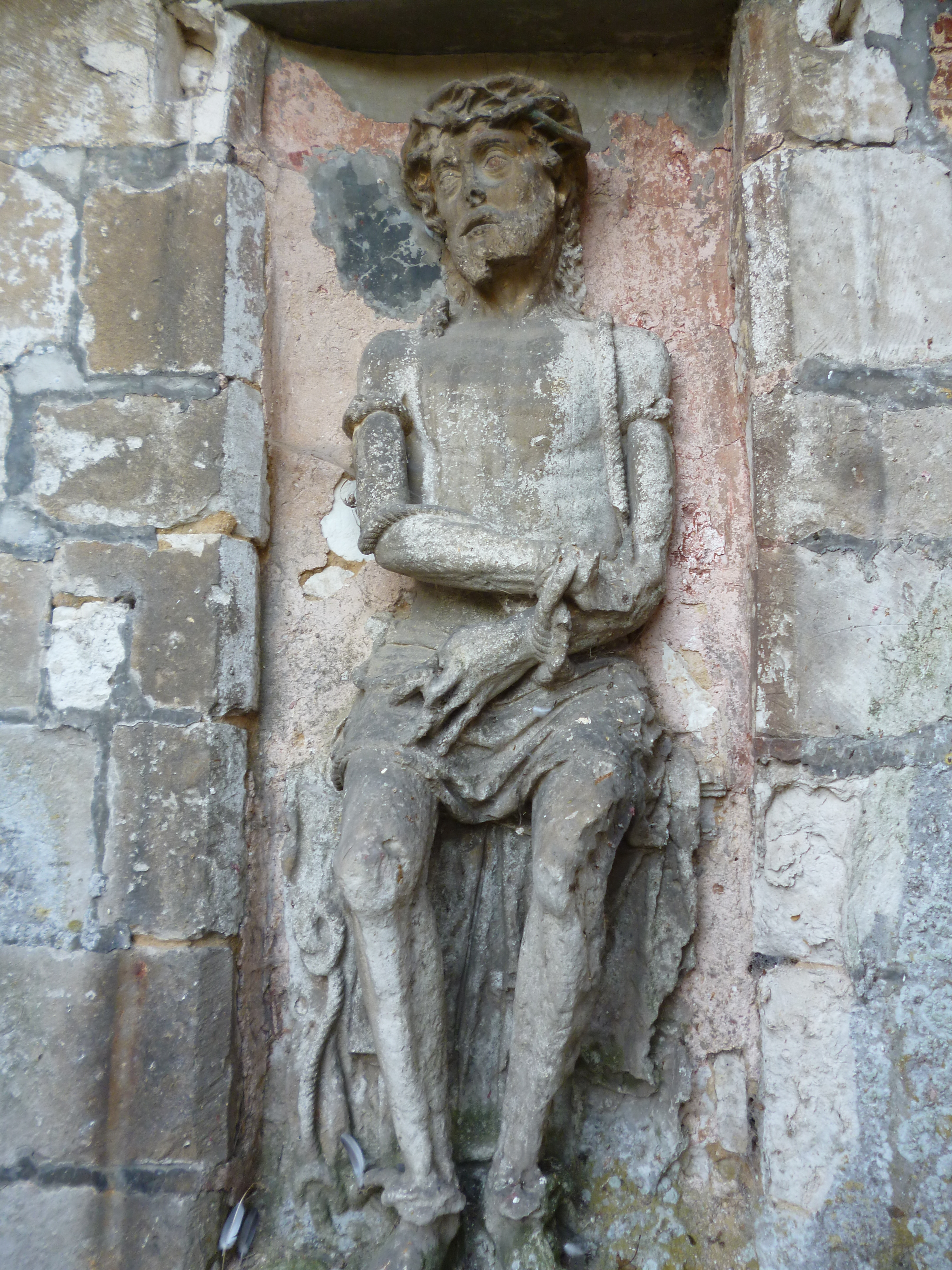
Le Christ aux liens.
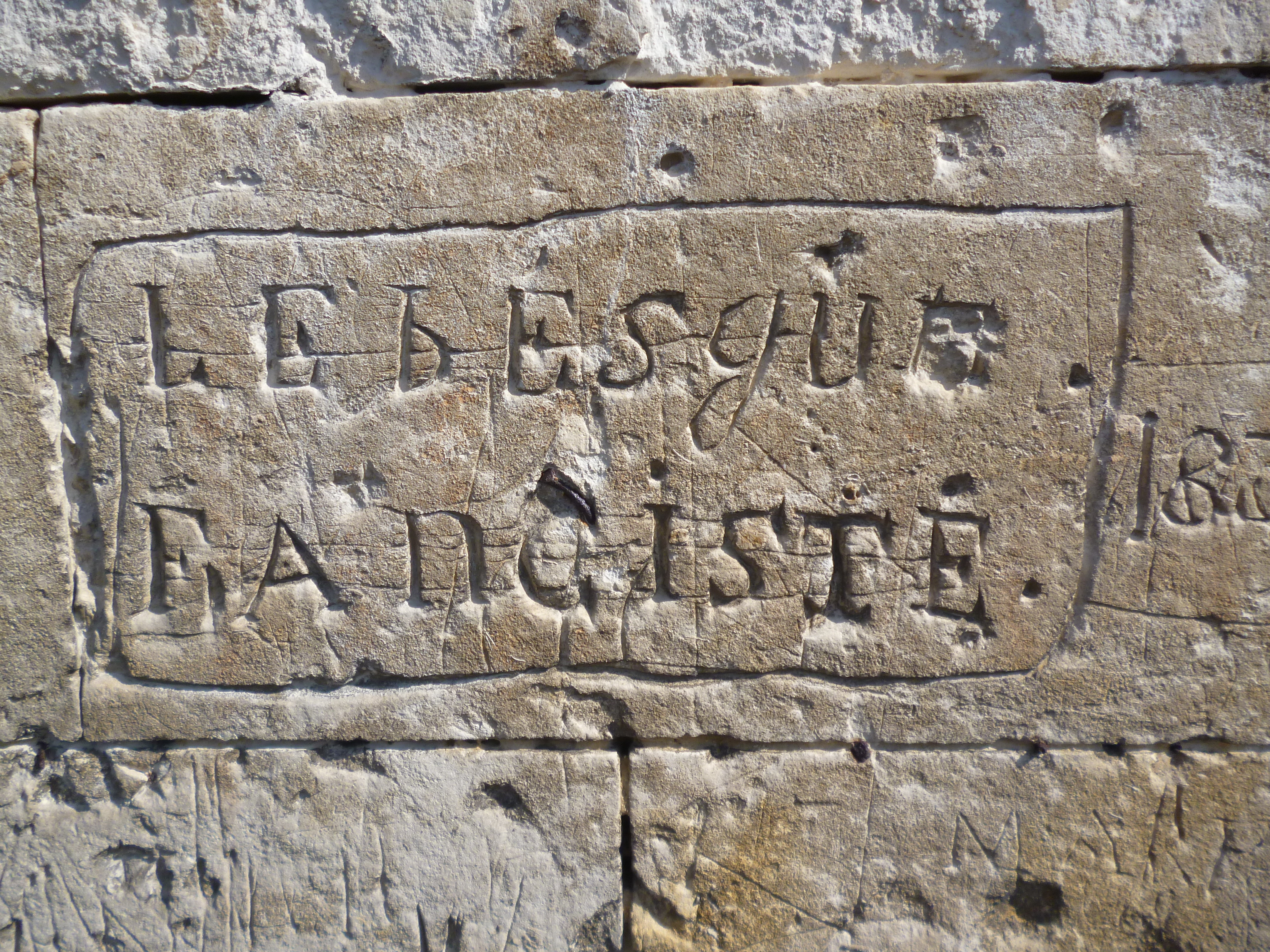
L'un des nombreux graffitis de l'église.
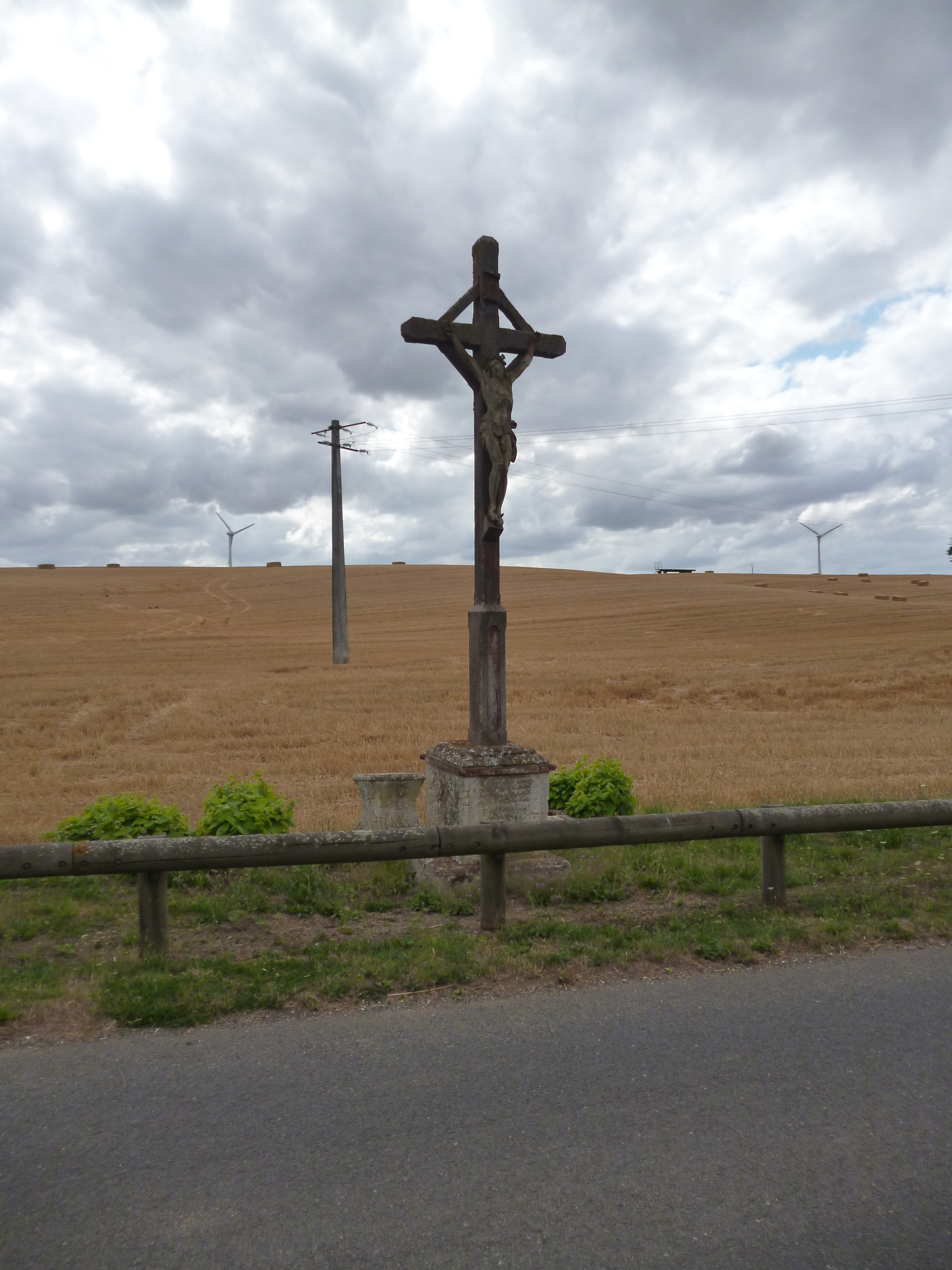
Ce calvaire.
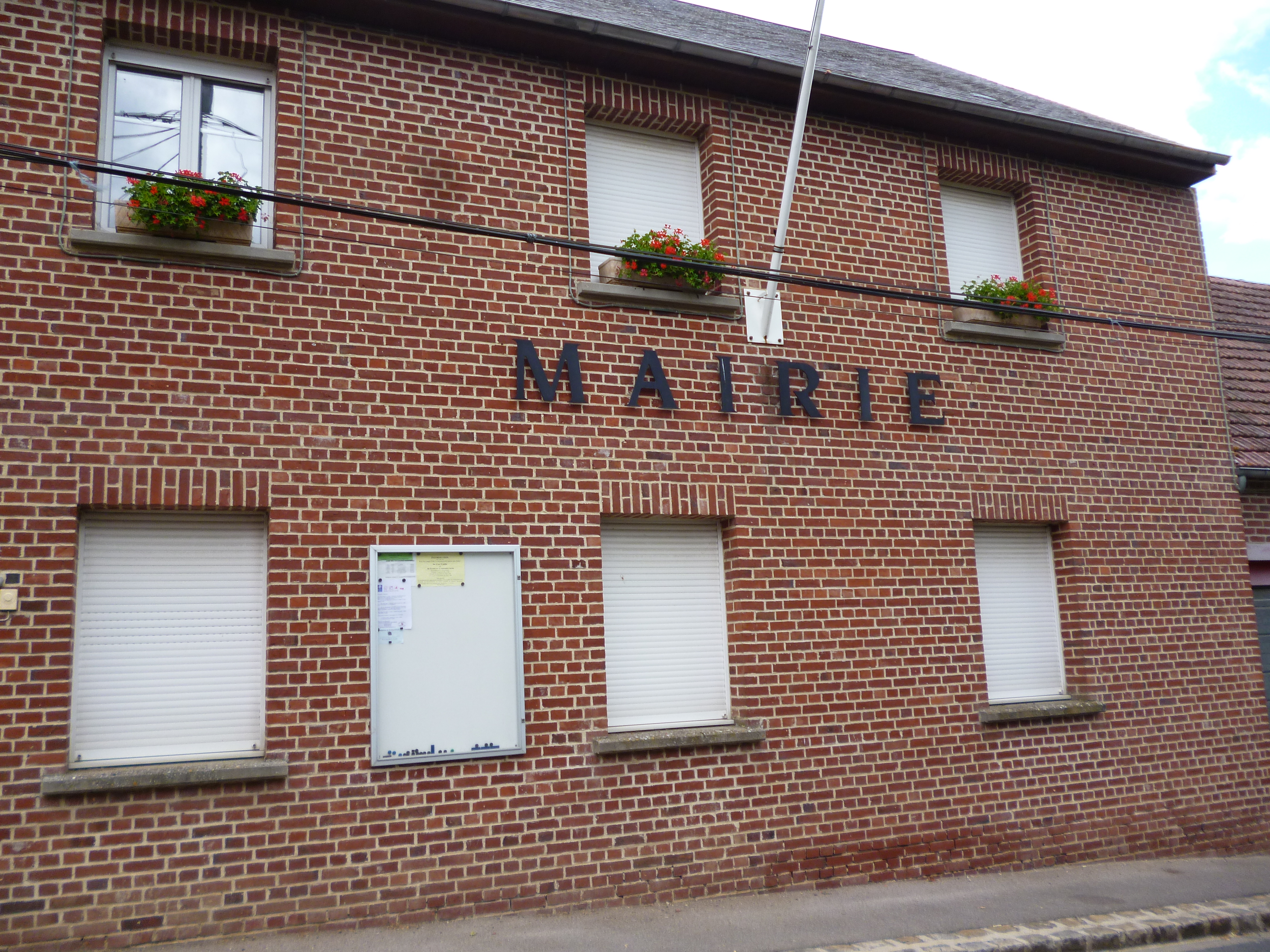
La mairie à Hédencourt.
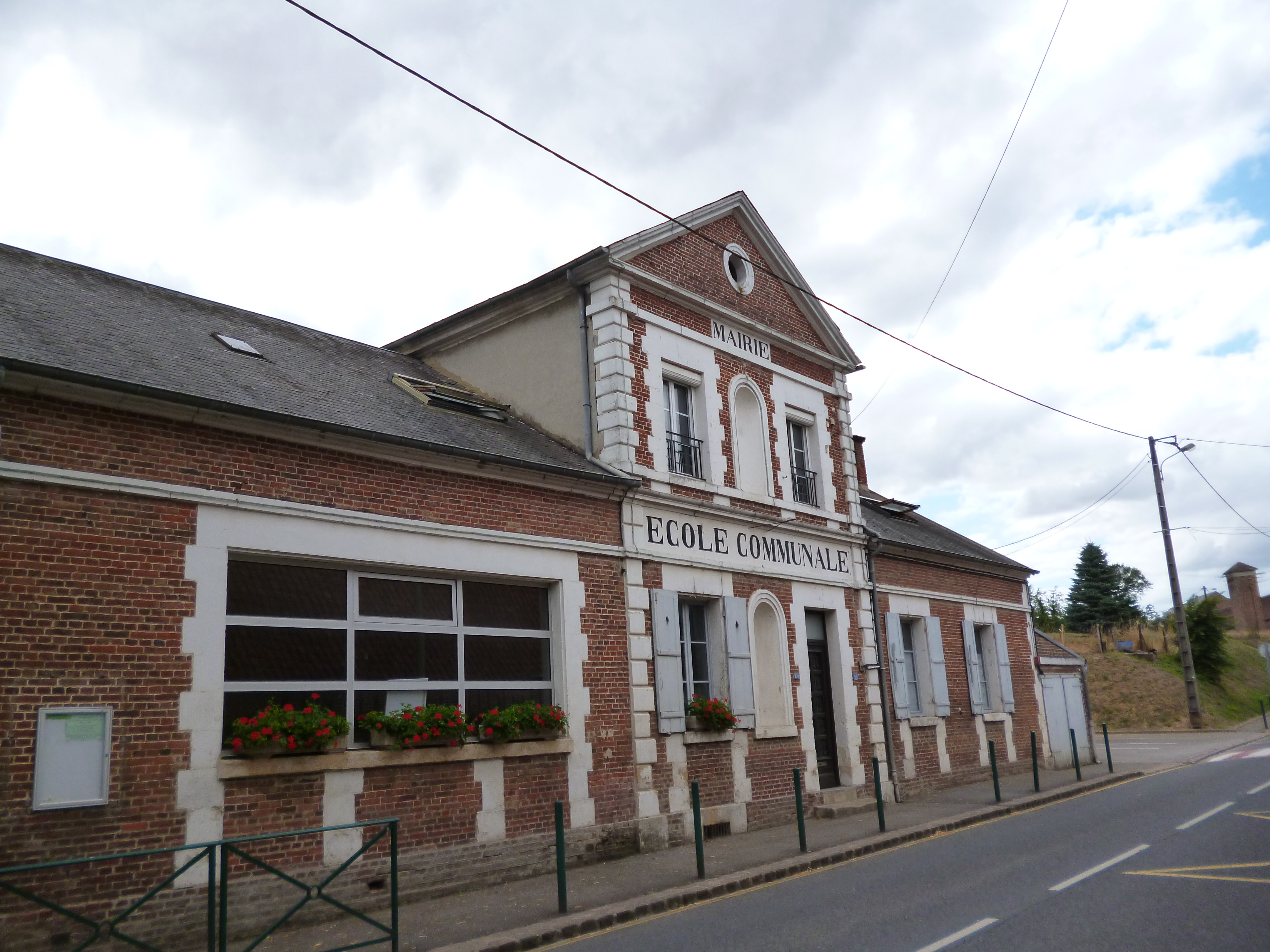
L'école à Hédencout.
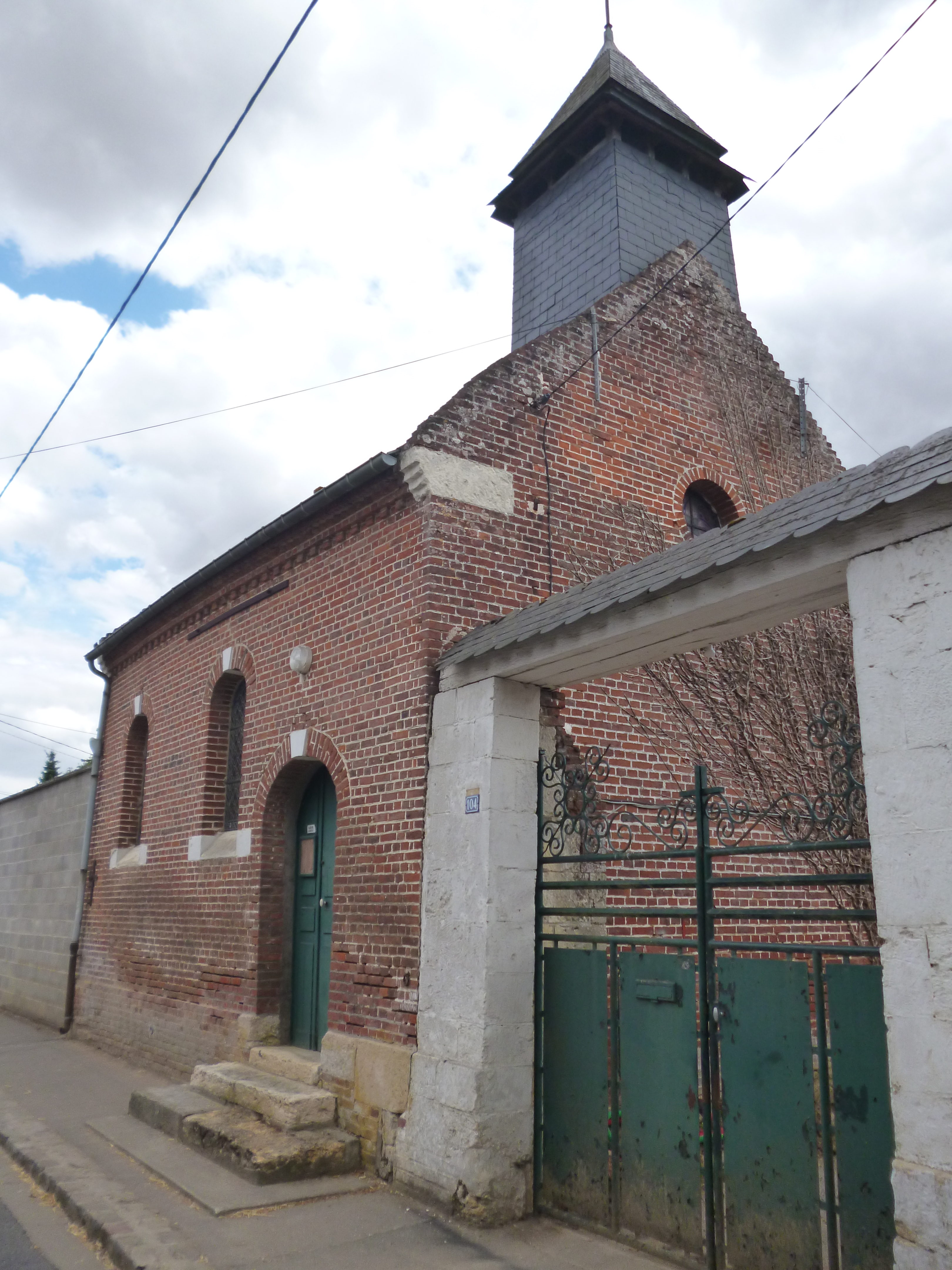
La chapelle à Hédencourt, avec un repère de nivellement.
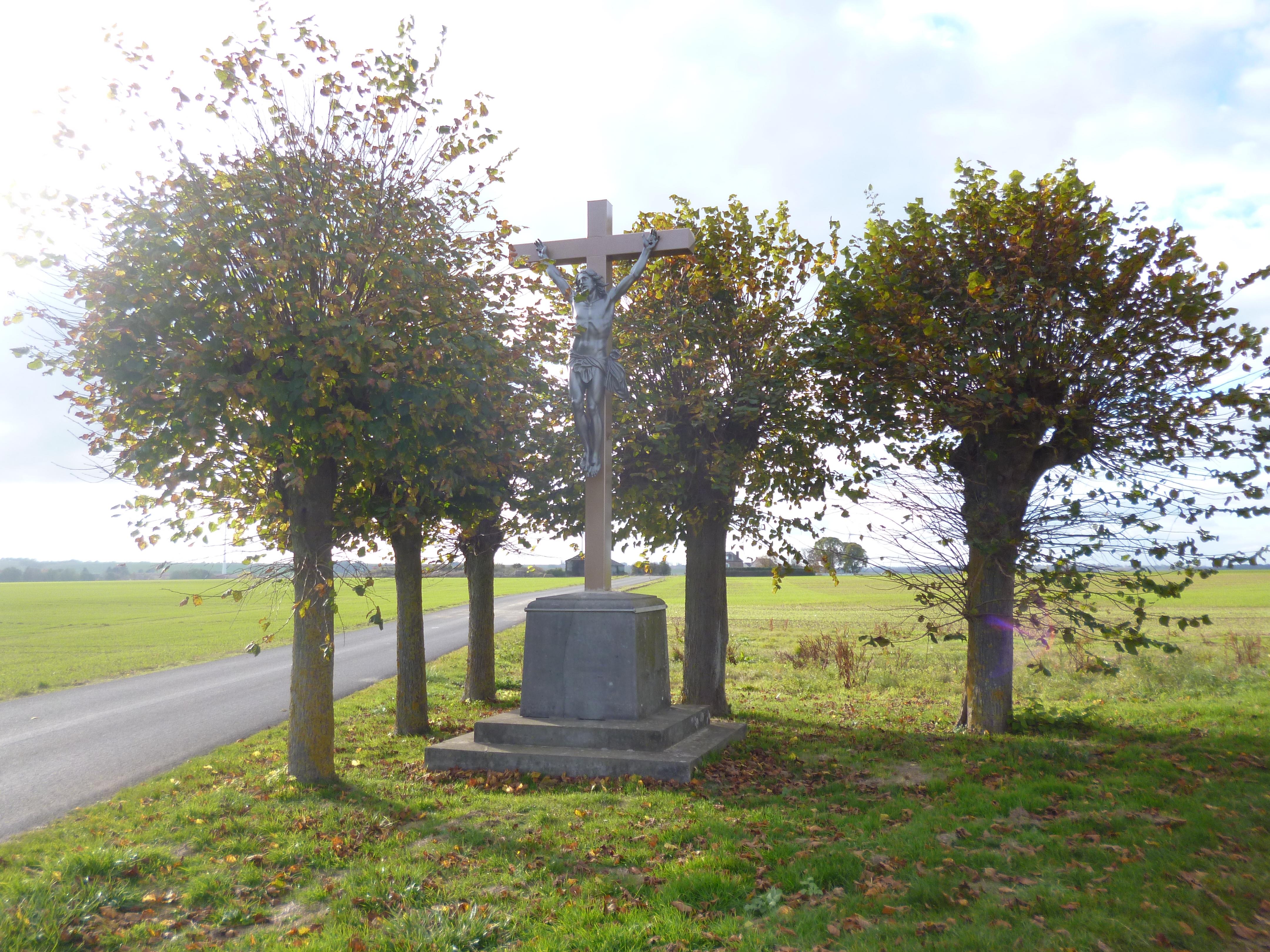
Calvaire à proximité du hameau du Moulin.

### Personnalités liées à la commune
- Étienne Parize, poète né à Saint-André-Farivillers le 22 décembre 1948. Il eut une enfance et une adolescence contrariées par la maladie et les hospitalisations. Il suivit des études secondaires normales, travailla quelques mois à la Mutualité Agricole de l'Oise et dut s'interrompre pour cause de maladie. Il suivit ensuite des études d'aide-comptable en Alsace et travailla durant douze ans dans une conserverie de légumes, à Noyers-Saint-Martin, dans l'Oise.

Il commença l'écriture poétique en septembre 1974, après de nombreux essais, tous détruits, et ne cessa plus d'écrire ensuite. Son œuvre comprend plus de cent recueils de poèmes, deux courtes pièces, des nouvelles, de nombreuses chroniques et brèves analyses poétiques pour des revues. Il a participé à plusieurs opérations collectives comme "Bouteilles à la Terre" avec des artistes mexicains. Il a aussi participé à quelques émissions de radios locales, à des anthologies, et a été présenté plusieurs fois devant des associations littéraires[réf. nécessaire].

## Héraldique
| Blason de Saint-André-Farivillers | Blason  | D'azur semé de fraises d'or chacune soutenue d'un croissant d'argent; au franc-canton d'azur à la coquille d'or accostée de deux pals d'argent. |
| Blason de Saint-André-Farivillers | Détails | Le statut officiel du blason reste à déterminer.                                                                                                |